# ファイアーイーティング

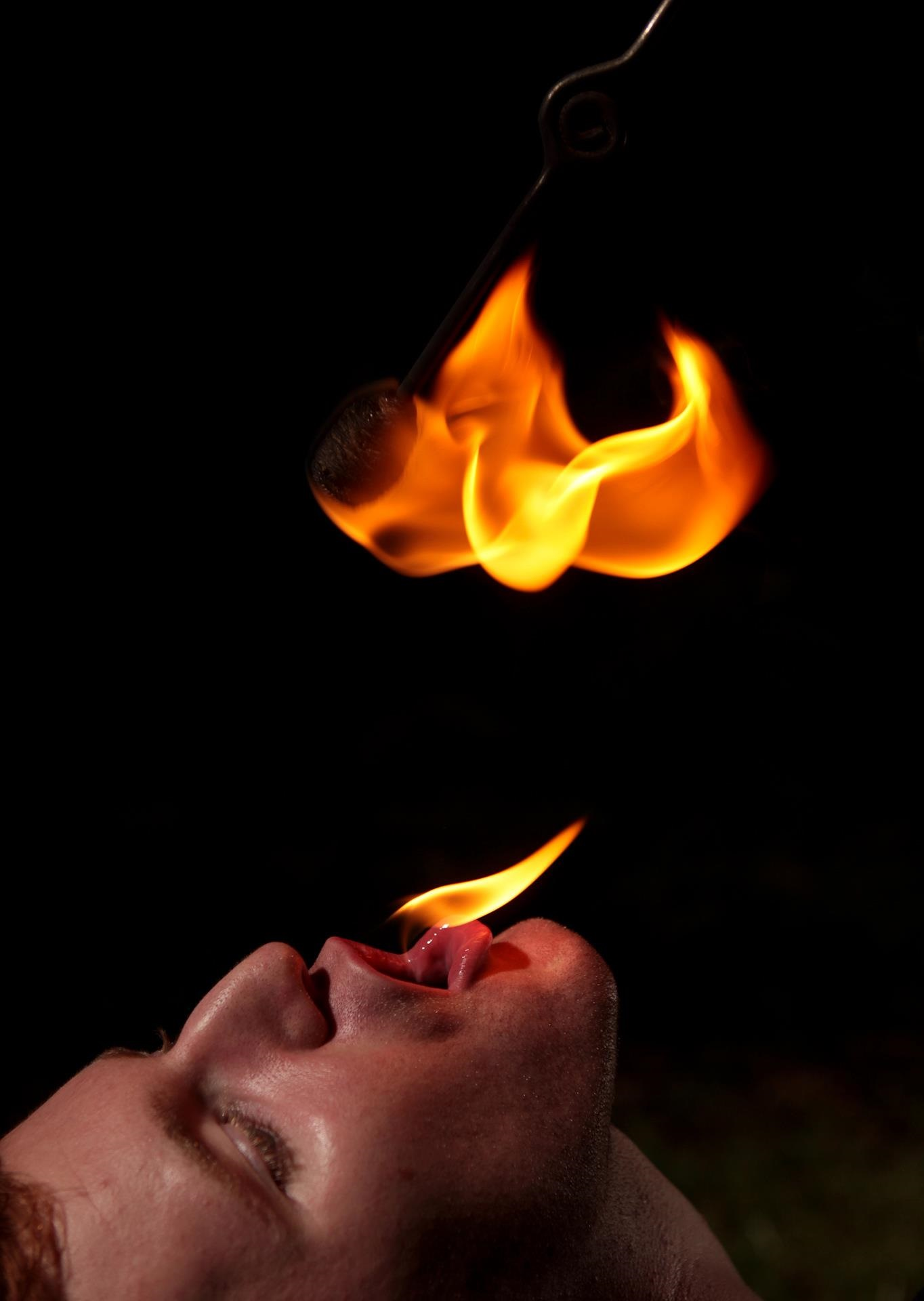
2013年の Transformusでのファイアーイーティング

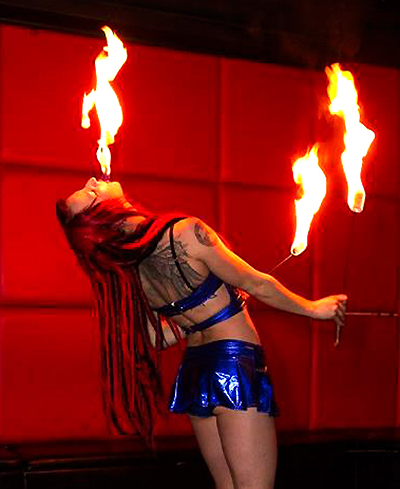
ニューヨーク市のバーでのファイアーイーティング

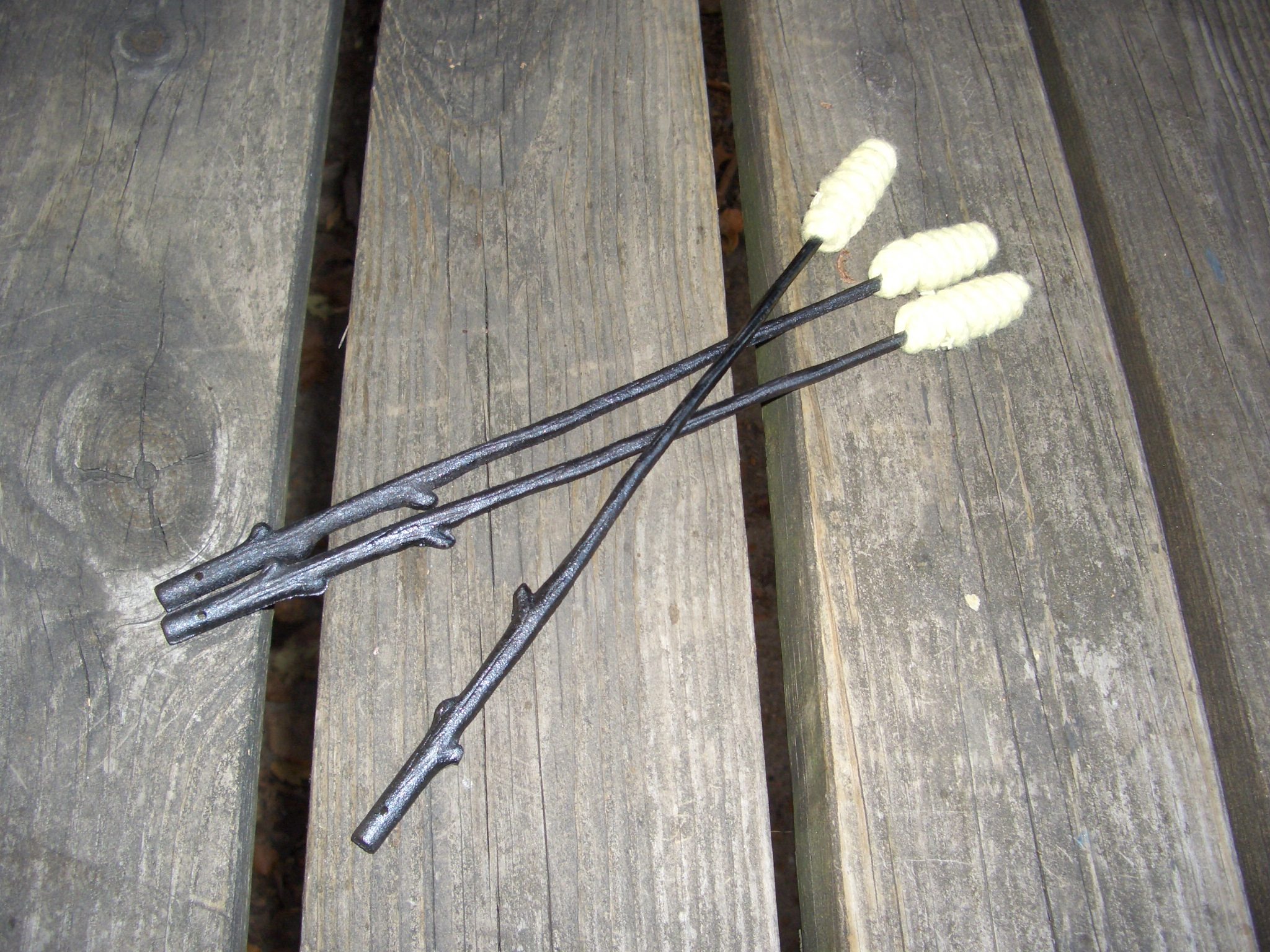
ファイアーイーティングで使う鋳鉄製のトーチのセット

ファイアーイーティングは、燃える物体を口に入れて炎を消す行為である。ファイアーイーターは、芸能人、大道芸人、サイドショー、サーカスの芸であるが、インドの精神的な伝統の一部でもある。

## 物理学と危険
ファイアーイーティングは、口または触れられた表面での火の迅速な消滅、および火元での表面での水（通常、水に混合されているアルコールの割合が低い）または口の中の唾液の蒸発による短期間の冷却効果に依存する。これにより、湿ったハンカチや手形を燃やすことなく点火することができる。口を閉じる、または手の平手打ちで覆うと、火への酸素の供給が遮断される。それを吹き付けると、燃料の供給源から非常に薄い反応領域を取り除くことができるため、吹き付けられた空気が火の前面よりも速く、炎が完全に消えるほど小さい場合には、火を消すことができる。
炎自体は冷たい炎ではなく、出演者は燃料以外の材料を使用しない。トリックを実行するときに、簡単に発火、融解、または蓄熱して後で放出する可能性のある材料など、特定の材料は避けられる。これらには、パラフィンキャンドル、プラスチック、太いマルチスレッドロープが含まれる。
ダニエルマンニックスは1951年のサイドショー回想録「Step right up!」の中で、ファイアーイーティングの本当の「秘密」は、痛みに耐えることであり、舌、唇、のどに一定の水ぶくれを許容することも必要であると述べている。他の多くのファイアーイーターはこの意見に反対し、熟練した火を食べる人は自分自身を燃やすべきではないと主張する。安全に火を食べる行為を行う最も一般的な方法は、熱を伝達するのに時間がかかり、熱が空気中で上昇するという事実に依存している。火を食べることと火を呼吸すること（およびすべてのバリアント）は、熟練した指導者から学習者へ適切に受け継がれるスキルであり、ほとんどすべての教育には、応急処置、火災安全、化学およびその他の適切なスキルに関する指示が含まれる。燃料を誤って摂取したり、不適切な技術を使用したりすると、ファイアーイーター肺炎と呼ばれる深刻な状態になる可能性がある。 

## 歴史
ファイアーイーティングは、ヒンドゥー教、サドゥー、ファキルの公演の共通部分であり、精神的な達成を示す。これは1880年代後半に標準的なサイドショーの一部となり、サイドショーのパフォーマーにとってはエントリーレベルのスキルの1つと見なされていた。
18世紀の有名なファイヤーイーターはロバートパウエルで、火を飲み込んだだけでなく、赤熱した石炭、溶けたシーリングワックス、さらにはブリムストーンまでも飲み込んでいた。彼はしばしばイギリスや他のヨーロッパの王族や貴族の前で60年近く演じ、1751年には金の財布と大きな銀メダルを授与された。
最古ではない、上流階級の注目を集めた最初の人物は、1667年にフランスで初演したイギリス人リチャードソンである。彼の方法はその後彼の使用人によって公開された。

## ギネス世界記録
2014年9月7日にミネソタ州シャコピーで開催されたミネソタルネサンスフェスティバルでブレットパセク（米国）が1本の口で（複数のロッドを使用して）1分間で消火したトーチの最大数は99である。
2015年8月30日にニュージャージー州ヘルズキッチンラウンジニューアークにあるCirco DraconumのDraco's InfernoでAlexander Spitfire（米国）が達成したトーチを銜える最長の持続時間は、3分38.39秒である。

## 火を食べるトリック
トリックのカテゴリ（蒸気、転送、消火など）はほとんどの人が認識しているが、トリック名は、学習者が学んだ地域によって大きく異なる場合があることに注意することが重要である。

### 蒸気トリック
蒸気トリックは、消火中または消火前に口に保持された燃料蒸気を使用する。
- シガレットライト – 人間のキャンドルでタバコに火をつける。
- 人間ろうそく – ろうそくのサイズの炎に、持っている蒸気をゆっくりと供給する。
- 蒸気の移動 – 1つのトーチを別のトーチからの蒸気で点火する。
- ムーンショット – 蒸気をまっすぐに発射。
- 燃えるようなキス – 手のひらに少量の燃料が蒸気を引くことによって点火され、パフォーマーが火のキスを吹く効果を生み出す。

### 移動
移動は、本体、または別の表面や媒体を使用して、炎をある領域から別の領域に移動する方法である。
- 身体による移動 – 腕、脚、胸、臀部、つま先などの身体の一部を使用して、1つのトーチから別のトーチに炎を移動する。
- 指による移動 – 指で炎を1つのトーチから他のトーチに移動する（最も一般的な移動の形式）。
- 火床による移動 – 火を床の1つのトーチから別のトーチに移動する。
- 舌による移動 – 舌で炎を一方のトーチからもう一方のトーチに移動する。

### 消す
消火はトーチを消火する方法であり、ファイアーイーティングの伝統的な特徴である。
- ブローアウト – ブレスコントロールを使用して消す。
- 複数の火を食べる – 一度にいくつかのトーチで基本的な火を食べる。
- 燃える綿球を消す – トーチのように綿球を消す。
- 手で消す – トーチを手で消す。
- クラゲ消火  – トーチを炎から降ろして消す。

### その他
- ティーシング – 灯心の灯火を歯により芯のそばで保持する。
- イモレーション – 体のあらゆる部分を炎に通す。
- リテンション – 火のついた灯火を手で持ち、火のついた芯を口の中に長時間置く。
- ストレートスナッフ – 頭を水平に保ちながら食事をする。
- 舌休憩 – 火のついたトーチの芯を舌の上に休ませる。
- ショットガン – 火のついていない火のトーチを照らすために、身体の燃料の跡を照らす。
- スローバーン – 火のついたトーチを皮膚に非常にゆっくりと引きずり込む。

## 関連
- 火吹き